# Прогон православних хришћана
Прогон православних хришћана или анти-православни прогон је прогон хришћана због припадности православљу, односно православној цркви. Током историје, прогони православних хришћана су спровођени од стране других хришћанских деноминација-римокатоличке и протестантске цркве, исламске верске заједнице и масовних антирелигијских покрета-комуниста и сатаниста.
Прогон православних хришћана укључује све облике насиља или подстицања на насиље путем анти-православне пропаганде, принудног или насилног преверавања, напада на православне храмове, манастире и друге православне установе, уништавања културно-историјског и уметничког наслеђа, дискриминације православних хришћана у јавном животу, појединачног или колективног ускраћивања верских права и слобода, физичког прогона на верској основи, све до масовних прогона, убистава и религиоцида, односно верског геноцида.

## Раскол и Први крсташки рат
Убрзо након Великог раскола и формирања Православне цркве започињу крсташки походи, односно Први крсташки рат 1096. године. Иако је рат наводно покренут са циљем помоћи православнима у одбрани од исламских освајача и одбране Јерусалима, наступио је прогон православних. Већ 1098. године, Латини су на територији Сирије оснивали Едеску грофовију, затворили су антиохијског патријарха Јована IV Оксит (1089—1100), освајају Антиохију. У својим походима крсташи су оопљачкали Београд, Ниш и Софију. Одреди Петра Пустињака, након што су потукли су византијске трупе напали су Београд. Опљачкали град, а потом га запалили. Затим су кренули низ Дунав, па долином Мораве до Ниша. Од Ниша даље преко Пирота, ишли су и до Софије. Свуда где су пролазили остављали су пустош за собом.

## Четврти крсташки рат
Четврти крсташки рат је, такође, донео велика страдања православних у Малој Азији и на Балкану. Најпре је Енрико Дандоло, скренуо крсташе да освоје Задар, а потом су повратили власт Исака и Алексија Анђела 1203. године. Пошто од њих нису добили обећани новац, крсташи су се на Дандолов наговор окренули против Византије и 1204. је дошло до освајања и пљачкања Цариграда, што представља највеће пљачкање у средњем веку, као и масакрирање домаћег становништва. Основана је крсташка држава на тлу Византије, Латинско царство. Оно је обухватало данашњу Грчку и европску Турску, као мали део Мале Азије преко пута Цариграда. Византији је преостала Албанија и западна Турска, али је дошло до поделе: Албанија и део западне Грчке (Епир) постао је Епирска деспотовина, док је западна Мала Азија (Турска) скоро до Анкаре постала Никејско царство. Трећи део је био мали приморски део на северу данашње Турске, са градом Трапезунтом (данашњи Трабзон) — Трапезунтско царство.

## Османско царство
Током XIII века започиње серија ратова Османлија против крсташа у Јерменији. Године 1268. године ове трупе су заузеле Антиохију поразивши притом Латине и Грке. Десетине хиљада православних Антиохијаца је убијено, остали су одведени у ропство. После овог догађаја патријарх Антиохије више се није враћао у своје место столаовања. Седиште патријаршије од средине XIV века је у Дамаску.
Након коначног пада Византије (1453), у Малој Азији на светску сцену ступа нова светска сила — Отоманско царство. Као резултат освајања султана Селима I (1512—1520). Од тада почиње нова ера страдања за православне хришћане који су се нашли под њиховом влашћу. Посебно су хришћани страдали у време политичке нестабилности у империји, током интерних борби месних паша, групних јаничарских побуна и нереда.
Пострадавши од османског јарма, Антиохијска црква је ради побољшања свога материјалног стања усмерава наде ка Русији. Године 1585 — 1586, антиохијски патријарх Јоаким II Дау (1581—1592) ишао је у Русију ради скупљања помоћи, како би могао да плати огромне дугове своје цркве. Касније, он је заједно са другим источним патријарсима потврдио уздизање Руске православне цркве у ранг патријаршије.
У великој и вековној борби коју је ислам водио са хришћанским Истоком, од Арапа почевши па до пада Цариграда, подлегле су хришћанске земље. По турским законима, хришћани нису могли бити ни чиновници ни војници, сва земља је постала државна, а хришћани су је радили као туђу, били су кметови и плаћали за њу својим спахијама и беговима. Даље, хришћани нису имали права да сведоче на судовима и сл.- били су бесправна раја, којој се прописивало штавише и то како да се одева.
Мехмед II Освајач (1432—1481) је започео, а његови наследници наставили да претварају хришћанске храмове у џамије, забранили су зидање нових храмова, а за оправку старих плаћала се изузетно висока глоба. Кад би се ко усудио да без дозволе оправи храм, излазиле су власти да ставе ствар у пређашње стање, тј. да поруше и оно што није оправљано. Султани су се мешали и у црквену управу и суђење. Насилно потурчивање и исламизација је прешло у обичај и закон: с времена на време су по свим хришћанским крајевима бирали најлепше и најпаметније дечаке, одузимали их од родитеља, турчили их и од њих образовали своју најпоузданију војску — јаничаре. У временима када су Турци несрећно ратовали искаљивали су гнев на хришћанима. За време пет векова турског ропства на хиљаде православних Срба је страдало толико да их Српска православна црква не би могла све ни уписати у светачник. Под Турцима је свуда пала црквена просвета. То се особито осећало код Грка, који су некада били високо просвећени. Народ је осиромашио и није могао да издржава школе. Учитељи су постајали беспослене занатлије и скитнице. Свештеничка места су добијали људи који једва знају да читају и пишу. Тако је било код свих хришћанских народа у Турској. Код Грка се у XVIII веку јавља мисао да непросвећен народ и не може желети слободу и појединци почињу да шире просвету и знање кроз добре школе. Црквено сликарство и неимарство пропало је такође под турском влашћу.

## XIX век
На почетку XIX века Сирија и Либан долазе под власт египатског намесника Мухамеда Алија. Његов долазак на власт је донео нови талас репресије православног становништва. Од средине XIX века на Блиском истоку почињу верски сукоби и масакри хришћана, без преседана. У Сирији су непријатељства праћена масакрима била присутна међу заједницама Маронита, Латина, и православних. Највећи од њих догодио се у Дамаску 1860. године, туча која је избила на пијаци између православних и муслимана, завршена је уништењем у дванаестодневном пожару великог дело хришћанске заједнице и уништавањем свих цркава. Међу хришћанима је било око десетине хиљада убијених.

## XX век
Током XX века страдања православних хришћана широм света су настављена и тешко их је све побројати. Неки од највећих и најзначајнијих страдања су Геноцид над Јерменима, геноцид над Асирцима, Геноцид над понтским Грцима, страдања православних народа током Балканских ратова и Првог светског рата, Геноцид над Србима у Другом свјетском рату, страдања православних током Октобарске револуције, под комунистичком влашћу у Совјетском Савезу и ратова током његовог распада као и под комунистичком влашћу у СФРЈ и током ратова у бившој Југославији.
Центар за проучавање глобалног хришћанства наводи неке од података које илуструју страдање православних у претходна три века:
- више од 750 000 асиријских хришћана и маронита пострадало је на територији Блиског истока, Сирије, Ирака и Турске од 1820. године до данас;
- више од 200 000 хришћана страдало је у Боксерском устанку у Кини 1898–1900;
- око 1,6 милиона јерменских хришћана страдало је у Турској и Јерменији почетком 20. века;
- преко 120 000 православних Грка пострадало је у једном дану 1922. године у Смирни;
- више од 200 000 украјинских православаца страдало је у совјетској Украјини 1927. године;
- 15 милиона православних хришћана страдало је од совјетских комуниста у периоду од 1917. до 1950. године;
- преко милион православних хришћана током 1940.их година страдало је од нациста;
- више од 100 000 литванских хришћана страдало је у периоду од 1940. до 1980. године;
- више од 1,5 милиона православних хришћана страдало је на територији бивше Југославије током Другог светског рата;
- преко 600 000 хришћана у Судану страдало је од исламске владе 1963. године;
- око 700 000 хришћана страдало је од комуниста у Кини од 1950. до 1980. године;
- око 300 000 хришћана, већином православних, страдало је у Африци од 1971. до 1979. године;[4]

## Косoво и Метохија
Православни Срби са Косова и Метохије прогањани су током 1990их година.
Већина српског становништва протерана је након кампања етничког чишћења, а многи од њих су жртве ратних злочина косовских Албанаца.
Наслеђе средњовековне српске државе и Српске православне цркве, укључујући спомени културе заштићене од стране УНЕСКО-а, широко је распрострањено по целом Косову, а многи од њих су били мета након косовског рата.
Karima Bennoune, специјални известилац Уједињених нација за област културних права, позвала се на бројне извештаје о широко распрострањеним нападима на цркве које је починила Ослободилачка војска Косова (ОВК). Такође је указала на страхове монаштва да им је безбеднсот угрожена. John Clint Williamson најавио је истражне налазе ЕУ Специјалне истражне радне групе и указао да је одређени елемент ОВК намерно циљао мањинску популацију делима прогона који су такође укључивали скрнављење и уништавање цркве и друга верска места.
Према Међународном центру за транзициону правду, косовски Албанци су уништили 155 српских православних цркава и манастира у периоду од јуна 1999. до марта 2004. године. Светска баштина које се састоји од четири српске православне цркве и манастира, било је уписана на Листу светске баштине у опасности.
Бројни извештаји о људским правима непрекидно указују на антисрпско расположење и негативан став према Српској православној цркви, као и на дискриминацију и злостављање.
У годишњем Извештају о међународној верској слободи, Стејт департмент наводи је да су општински службеници наставили да одбијају да примене одлуку Уставног суда из 2016. којом се потврђује пресуда Врховног суда из 2012. године којом се манастиру Високи Дечани признаје власништво над земљиштем.
Расељеним Србима често је забрањено да присуствују годишњем ходочашћу из безбедносних разлога због протеста косовских Албанаца испред православних цркава. Међународна група за мањинска права известила је да косовским Србима недостаје физичка сигурност и последично слобода кретања, као и да немају могућност да практикују своју хришћанску православну религију.